# BQP
BQP는 계산 복잡도 이론 용어로 '유계오차 양자 다항시간'(有界誤差 量子 多項時間, Bounded error, Quantum, Polynomial time)의 약자이다. BQP는 모든 풀이에 대해 최대 1/4의 확률로 잘못된 결과를 내놓으면서 양자 컴퓨터가 다항시간 안에 풀 수 있는 문제의 집합이다. 양자컴퓨터에서 다항시간의 실행시간을 가지는 알고리즘의 집합으로 생각할 수 있다. 1/4이라는 확률로 잘못된다는 것은 '예'라는 답을 잘못 내놓는 경우와 '아니오'라는 답을 잘못 내놓는 경우 모두를 포함한 것이다.
BQP에서 확률을 1/4로 제한하는 데 특별한 의미가 있는 것은 아니다. 이 상수를 0 < k < 1/2 인 임의의 실수 k로 바꾸어도 BQP 집합이 변하는 것은 아니다. 어느 정도 잘못된 결과가 나올 확률이 있어도, 알고리즘을 여러 번 시행하면 잘못된 결과가 많이 나올 확률이 기하급수적으로 감소하기 때문이다.
컴퓨터의 큐비트 수는 보통 입력값의 크기에 대한 함수 값을 가진다. 예를 들어, 2n개의 큐비트로 n비트 정수를 소인수 분해하는 알고리즘이 알려져 있다.
실용적으로 널리 사용되는 문제의 일부가 P에는 속하지 않을 것 같지만 BQP에 속한다는 것이 알려지면서, 최근 양자컴퓨터에 대해 관심이 높아지고 있다. P에는 속하지 않을 것 같지만 BQP에 속하는 문제 중 현재까지 알려진 것은 다음 세 가지밖에 없다.
- 소인수 분해 (쇼어 알고리즘 참고)
- 이산 대수
- 양자체계의 시뮬레이션 (범용 양자컴퓨터 참고)

BQP는 양자 컴퓨터를 위해 정의된 복잡도 종류이다. 일반적인 튜링 기계에서 확률적으로 시행되는 알고리즘의 집합은 BPP이다.